# DearMy...
『DearMy...』（ディアマイ）は、エンターブレインが発行していた全年齢向け美少女ゲーム雑誌。合計18冊刊行された。
競合誌『電撃G's magazine』（メディアワークス）と同様に家庭用ゲーム機向けの美少女系ゲームソフト、いわゆるギャルゲーの情報を中心に取り扱い、後期にはやはり『電撃G's magazine』を意識してか読者参加企画を開始している。

## 沿革
1995年と1997年に『ファミ通』の増刊『ファミ通Sister.』が発行されたが、定期刊行化には至らなかった。その後、3年間のブランクを経て2000年10月に本誌Vol.1が発刊。以後2～3ヶ月おきのかなり不安定なペース（スタッフの大幅な入れ替えが理由と見られる）でVol.7まで発行される。
こうした紆余曲折を経ながらも2002年7月号から隔月刊に。また、この号から読者参加企画「タウンメモリー」（原作：小日向ななみ・キャラクターデザイン：小林）が開始され、さらに11月号から『ルーンプリンセス』（原作：新井輝・画：みさくらなんこつ）も開始される。
2004年1月号では突如、他誌との差別化を図るべく判型をB5判からA4判に変更。さらにゲームのデモを多数収録したDVDが付録になるが、この形態は長く続かず新装刊2号目の同年3月号が最終号となり、連載中の読者参加企画は『マジキュー』に引き継がれることになった。その『マジキュー』も統合から約3年半が経過した2007年6月発売のVol.40を以って休刊している。
なお、発行元であるエンターブレインは『トゥルー・ラブストーリー』（『TLS』）シリーズを擁していたが『DearMy...』誌上で『TLS』は格別に贔屓されていた訳ではなく他社のゲームと同程度の扱いに留まっており、『TLS』が『DearMy...』の表紙を飾ったこともない。その一方で、Vol.6（2001年12月発行）では競合関係にある『G's』誌の読者参加企画を原作とする『Milky Season』（KID）が表紙を飾っている。